# 96-й меридіан західної довготи
96-й меридіан західної довготи — лінія довготи, що лежить на 96 градусів західніше Гринвіцького меридіана. Вона проходить від Північного полюса через Північний Льодовитий океан, Північну Америку, Атлантичний океан, Тихий океан, Південний океан та Антарктиду до Південного полюса.
96-й меридіан західної довготи формує велике коло разом із 84-тим меридіаном східної довготи.

## Список географічних об'єктів, що перетинає 96° зх. д.
Починаючи на Північному полюсі та рухаючись до Південного полюса, 96-й меридіан західної довготи проходить через:
| Координати                                                 | Країна, територія або море | Примітки |
| ---------------------------------------------------------- | -------------------------- | --- |
| 90°0′ пн. ш. 96°0′ зх. д. / 90.000° пн. ш. 96.000° зх. д.  | Північний Льодовитий океан | |
| 80°41′ пн. ш. 96°0′ зх. д. / 80.683° пн. ш. 96.000° зх. д. | Канада                     | Нунавут — проходить через острів Аксел-Гейберг |
| 79°41′ пн. ш. 96°0′ зх. д. / 79.683° пн. ш. 96.000° зх. д. | Протока Мессі[en]          | |
| 78°28′ пн. ш. 96°0′ зх. д. / 78.467° пн. ш. 96.000° зх. д. | Канада                     | Нунавут — проходить через острови Б'ярнасон[en] і Амунд-Рінгнес                                                                                       |
| 77°53′ пн. ш. 96°0′ зх. д. / 77.883° пн. ш. 96.000° зх. д. | Протока Гендріксен[en]     | |
| 77°44′ пн. ш. 96°0′ зх. д. / 77.733° пн. ш. 96.000° зх. д. | Канада                     | Нунавут — проходить через острів Корнуолл[en] |
| 77°29′ пн. ш. 96°0′ зх. д. / 77.483° пн. ш. 96.000° зх. д. | Протока Белчер[en]         | |
| 77°3′ пн. ш. 96°0′ зх. д. / 77.050° пн. ш. 96.000° зх. д.  | Канада                     | Нунавут — проходить через острів Девон |
| 76°26′ пн. ш. 96°0′ зх. д. / 76.433° пн. ш. 96.000° зх. д. | Протока Квінс[en]          | |
| 75°36′ пн. ш. 96°0′ зх. д. / 75.600° пн. ш. 96.000° зх. д. | Канада                     | Нунавут — проходить через острови Малий Корнуолліс[en] і Корнуолліс                                                                                   |
| 74°53′ пн. ш. 96°0′ зх. д. / 74.883° пн. ш. 96.000° зх. д. | Протока Паррі              | |
| 73°55′ пн. ш. 96°0′ зх. д. / 73.917° пн. ш. 96.000° зх. д. | Протока Піл                | Проходить західніше острова Сомерсет, Нунавут, Канада Проходить східніше острова Принца Уельського, Нунавут, Канада                                   |
| 71°26′ пн. ш. 96°0′ зх. д. / 71.433° пн. ш. 96.000° зх. д. | Канада                     | Нунавут — проходить через півострів Бутія |
| 69°49′ пн. ш. 96°0′ зх. д. / 69.817° пн. ш. 96.000° зх. д. | Протока Джеймса Росса[en]  | |
| 69°35′ пн. ш. 96°0′ зх. д. / 69.583° пн. ш. 96.000° зх. д. | Протока Веллінгтона[en]    | Проходить західніше острова Метті[en], Нунавут, Канада Проходить східніше островів Теннента[en], Нунавут, Канада                                      |
| 69°21′ пн. ш. 96°0′ зх. д. / 69.350° пн. ш. 96.000° зх. д. | Протока Рае[en]            | |
| 69°14′ пн. ш. 96°0′ зх. д. / 69.233° пн. ш. 96.000° зх. д. | Канада                     | Нунавут — проходить через острів Короля Вільяма |
| 68°36′ пн. ш. 96°0′ зх. д. / 68.600° пн. ш. 96.000° зх. д. | Протока Сімпсон            | |
| 68°15′ пн. ш. 96°0′ зх. д. / 68.250° пн. ш. 96.000° зх. д. | Канада                     | Нунавут — проходить через перешийок Маккрарі |
| 68°12′ пн. ш. 96°0′ зх. д. / 68.200° пн. ш. 96.000° зх. д. | Затока Чантрі[en]          | |
| 67°50′ пн. ш. 96°0′ зх. д. / 67.833° пн. ш. 96.000° зх. д. | Канада                     | Нунавут — проходить через острів Монреаль[en] |
| 67°49′ пн. ш. 96°0′ зх. д. / 67.817° пн. ш. 96.000° зх. д. | Затока Чантрі[en]          | |
| 67°15′ пн. ш. 96°0′ зх. д. / 67.250° пн. ш. 96.000° зх. д. | Канада                     | Нунавут — проходить через материк Манітоба |
| 49°0′ пн. ш. 96°0′ зх. д. / 49.000° пн. ш. 96.000° зх. д.  | США                        | Міннесота Айова Небраска — приблизно на 4 км Айова — приблизно на 4 км Небраска — проходить через Омаху Канзас Оклахома — проходить через Талсу Техас |
| 28°35′ пн. ш. 96°0′ зх. д. / 28.583° пн. ш. 96.000° зх. д. | Мексиканська затока        | |
| 19°2′ пн. ш. 96°0′ зх. д. / 19.033° пн. ш. 96.000° зх. д.  | Мексика                    | Веракрус Оахака |
| 15°47′ пн. ш. 96°0′ зх. д. / 15.783° пн. ш. 96.000° зх. д. | Тихий океан                | |
| 60°0′ пд. ш. 96°0′ зх. д. / 60.000° пд. ш. 96.000° зх. д.  | Південний океан            | |
| 71°56′ пд. ш. 96°0′ зх. д. / 71.933° пд. ш. 96.000° зх. д. | Антарктида                 | Проходить через Землю Мері Берд, на яку жодна країна не претендує                                                                                     |